# (5310) Papike
(5310) Papike (1981 EP26) – planetoida z pasa głównego asteroid okrążająca Słońce w ciągu 3,7 lat w średniej odległości 2,39 j.a. Odkryta 2 marca 1981 roku.